# Liste des maires de Dieppe (Seine-Maritime)
Cet article dresse une liste par ordre de mandat des maires de Dieppe.

## Liste des maires
| Période                                  | Période           | Identité                                        | Étiquette | Qualité                                         |
| ---------------------------------------- | ----------------- | ----------------------------------------------- | --------- | ----------------------------------------------- |
| Les données manquantes sont à compléter. |                   |                                                 |           |                                                 |
| 1640                                     | 1661              | Henri II d'Orléans-Longueville                  |           | Gouverneur de Normandie                         |
| 1661                                     |                   | M. de Montigny                                  |           |                                                 |
| 1667                                     |                   | Louis Osmont                                    |           |                                                 |
| 1667                                     |                   | M. de Dablon                                    |           |                                                 |
| 1693                                     |                   | David Boullenc                                  |           |                                                 |
| 1705                                     |                   | M. Dulaune                                      |           |                                                 |
| 1708                                     |                   | M. de Rouville                                  |           |                                                 |
| 1713                                     |                   | M. Duchesne                                     |           |                                                 |
| 1728                                     |                   | Nicolas-David Boullenc                          |           |                                                 |
| 1740                                     |                   | M. de Radioles                                  |           |                                                 |
| 1747                                     |                   | M. de Belmesnil                                 |           |                                                 |
| 31 décembre 1751                         | 1757              | Louis-Emery Aprix de Morienne (1699-1767)       |           |                                                 |
| 28 septembre 1757                        | 28 septembre 1763 | Jean-Martin Boullenc (1704-1777)                |           |                                                 |
| 28 septembre 1763                        | 4 avril 1767      | Jacques Le Bourgeois (1709-1785)                |           |                                                 |
| 18 mai 1767                              | 28 septembre 1770 | Charles-Nicolas Hellouin de Ménibus (1711-1788) |           |                                                 |
| 28 septembre 1770                        | 31 octobre 1779   | Sylvestre-Clément Lemoyne (1727-1806)           |           | Avocat, conseiller du roi au bailliage d'Arques |
| 31 octobre 1779                          | 16 février 1790   | Louis Niel (1733-1807)                          |           |                                                 |

| Période            | Période                    | Identité                                        | Étiquette                                | Qualité |
| ------------------ | -------------------------- | ----------------------------------------------- | ---------------------------------------- | --- |
| 16 février 1790    | 3 août 1790                | David-Jean Joseph Houard (1753-1796)            |                                          | |
| 3 août 1790        | 16 novembre 1791           | Nicolas Arnois (1725-1801)                      |                                          | |
| 16 novembre 1791   | 30 décembre 1792           | Pierre-Pomponne-Amédée Pocholle                 |                                          | Membre de la congrégation des Oratoriens Commissaire du Directoire Secrétaire général du département de la Roer à Aix-la-Chapelle en 1801 Sous-préfet de Neufchâtel en 1804 Député de la Seine-Inférieure Député de la Mayenne |
| 30 décembre 1792   | 16 novembre 1793           | Daniel Jacques Brière                           | Girondin Bonapartiste                    | Avocat à Rouen Procureur de Dieppe Magistrat à la cour de cassation Député Chevalier de la Légion d'honneur |
| 16 novembre 1793   | 24 juillet 1795            | Jean David Lemaignen (1760-1836)                |                                          | |
| 24 juillet 1795    | 21 septembre 1807          | Adrien-François Duval (1743-1807)               |                                          | Armateur et mareyeur |
| 18 mars 1808       | 20 juillet 1815            | Jacques Nicolas Louis Flouest (1768-1835)       |                                          | |
| 20 juillet 1815    | 16 décembre 1819           | Jacques-Antoine Mutel-Bruzen (1752-1826)        |                                          | |
| 16 décembre 1819   | 11 juillet 1823            | Jean-François-Tranquille Quenouille (1762-1823) |                                          | Armateur de navires corsaires sous l'époque napoléonienne Fondateur d'une raffinerie de sucre à Dieppe |
| 6 août 1823        | 10 août 1825               | Louis-Éléonore de Belleville (1765-1828)        |                                          | |
| 10 août 1825       | 31 août 1830               | Antoine-Marie Cavelier (1774-1839)              |                                          | Juge du tribunal de commerce Chevalier de la Légion d'honneur |
| 31 août 1830       | 17 septembre 1837          | Louis-Victoire-Alexandre Binet (1765-1844)      |                                          | Conseiller d'arrondissement |
| 17 septembre 1837  | 2 octobre 1846             | Jacques-David-Salomon Deslandes (1781-1849)     |                                          | Conseiller d'arrondissement |
| 2 octobre 1846     | 3 mars 1848                | Casimir Antoine Paul Sellier (1797-1869)        |                                          | |
| 3 mars 1848        | 27 mai 1848                | Alexandre Bautier                               |                                          | Médecin Député |
| 27 mai 1848        | 23 octobre 1848            | Pierre-Jacques-Amédée Feret (1794-1873)         |                                          | Archéologue |
| 23 octobre 1848    | 24 juillet 1852            | Pierre-François Morel (1767-1855)               |                                          | |
| 24 juillet 1852    | 26 avril 1855              | Casimir Antoine Paul Sellier (1797-1869)        |                                          | Chevalier de la Légion d'honneur |
| 26 avril 1855      | 10 décembre 1867           | Jacques-Napoléon Le Clerc-Lefebvre (1805-1880)  |                                          | Conseiller général de Dieppe Négociant, fondateur d'une scierie Chevalier de l'Ordre du Lion et du Soleil de Perse |
| 10 décembre 1867   | 10 octobre 1870            | Armand Le Bourgeois                             | Centre droit                             | Avocat Député |
| 10 octobre 1870    | 24 mai 1871                | David Lanel                                     | Centre droit                             | Notaire Député |
| 24 mai 1871        | 19 février 1879            | Alexandre-Éloy Legros                           |                                          | Fabricant de produits céramique |
| 19 février 1879    | 4 novembre 1882            | Jules Alexandre Le Vert (1835-1883)             |                                          | Banquier |
| 4 novembre 1882    | 18 mai 1884                | Alexandre Anquetin (1841-1887)                  |                                          | |
| 18 mai 1884        | 26 mai 1884                | Louis-Alfred Mallet (1820-1886)                 |                                          | |
| 26 mai 1884        | 16 juin 1884               | Edmond Germain Victor Le Magnen (1834-1922)     |                                          | Officier de marine, participe à la campagne du Kamstchatka pendant la guerre franco-russe, capitaine au long cours (1860 à 1870) Directeur d'un service de vapeurs réguliers entre la France et l'Angleterre (1871) Président de la Chambre de commerce Chevalier de la Légion d'honneur Conseiller municipal de Dieppe (1873) Premier adjoint (1882) |
| 16 juin 1884       | 17 mai 1896                | François-Étienne Rimbert (1824-1896)            |                                          | Négociant-entrepositaire en vins Président de la Société des courses de Dieppe Président du Tribunal de commerce Conseiller d'arrondissement Chevalier de la Légion d'honneur |
| 17 mai 1896        | 3 décembre 1898            | Pierre-Albert Roger (1837-1912)                 |                                          | Avocat Officier d'Académie Professeur au collège de Dieppe Président du Conseil de fabrique de l'église Saint-Rémi Président du Conseil paroissial |
| 3 décembre 1898    | 21 septembre 1910          | Camille Coche (1851-1941)                       |                                          | Avoué |
| 21 septembre 1910  | 16 mai 1925                | Fernand-Étienne Rimbert                         | Radical                                  | Armateur Juge au Tribunal de commerce Député Chevalier de la Légion d'honneur |
| 16 mai 1925        | 22 février 1927            | Maurice Thoumyre (1875-1927)                    | AD                                       | Industriel, président de la Chambre de commerce Administrateur à la succursale de la banque de France de Rouen puis de Dieppe (1923-1927) Vice-consul de Norvège Conseiller général de Dieppe (1925-1927) Président du Football Club dieppois Frère de Robert Thoumyre Mort en cours de mandat |
| 14 avril 1927      | 3 mai 1928                 | Henri Chiroye (1859-1941)                       | AD                                       | Avoué Démissionne après son échec aux élections législatives de 1928 dans la première circonscription de Dieppe |
| 3 mai 1928         | 17 juillet 1929            | Bénoni-Félix Ropert (1863-1929)                 |                                          | Antiquaire et musicien Administrateur des Hospices, de l'Émulation dieppoise, du Conseil des directeurs de la Caisse d'épargne Directeur de la Société des enfants de Wilhem Conseiller général de Dieppe (1927 → 1929) Conseiller municipal élu en 1896 Mort en cours de mandat |
| 22 août 1929       | 17 mai 1935                | Pierre Perrotte (1883-1940)                     |                                          | Ingénieur des arts et manufactures Industriel (huileries Perrotte-Poullard) Membre de la banque de France et vice-président du Conseil presbytéral de l'église réformée de Dieppe Décoré de la Légion d'honneur et de la Croix de guerre |
| 17 mai 1935        | 1er septembre 1944         | René Levasseur (1881-1975)                      |                                          | Militaire (1903-1922) Juge (1920-1928) puis président (1928-1934) au tribunal de commerce de Dieppe Officier de la Légion d'honneur (1934) |
| 1943               |                            | Henri Richard                                   |                                          | Conseiller général de Dieppe (Union nationale) (1931-1940) Premier adjoint au maire |
| 1er septembre 1944 | 22 janvier 1951            | Pierre-Charles Biez (1890-1972)                 | RPF Radical                              | Avoué Mis en minorité par le conseil municipal concernant la demande d'ouverture d'une enquête administrative sur une tentative d'appropriation de créances de dommages de guerre, il est révoqué de sa fonction de maire par le gouvernement pour soupçons de "fautes administratives dans la gestion des affaires de la commune" Conseiller général de Dieppe (1945 → 1958), vice président du conseil général de Seine-Maritime Chevalier de la Légion d'honneur                                                                |
| 2 février 1951     | 6 mai 1953                 | Jean Watteau (1898-1983)                        | Indépendant                              | Inspecteur général des douanes, détaché à la Société des Nations (1930-1934) en tant que conseiller de la banque nationale de Bulgarie Secrétaire général de la loterie nationale (1934-1937) Inspecteur général des finances Directeur de la Caisse des dépôts et consignations (1945-1952) Élu maire par les groupes indépendants, radicaux, M.R.P. et socialistes du conseil municipal Par décret du 4 décembre 1952, est nommé Gouverneur de la Banque d'Algérie et de Tunisie (1952 à 1962) Gouverneur de la Banque d'Algérie |
| 6 mai 1953         | 15 janvier 1957            | Pierre-Charles Biez (1890-1972)                 | Radical Républicains sociaux Indépendant | Avoué Conseiller général de Dieppe (1945 → 1958), vice président du conseil général de Seine-Maritime Candidat aux élections législatives de 1956 pour les Républicains sociaux Donne sa démission en novembre 1956, à la suite du rejet par le conseil municipal du vote du budget additionnel Chevalier de la Légion d'honneur |
| 15 janvier 1957    | 4 mars 1957                | Manuel Joseph de Ybarguen (1884-?)              |                                          | Intérim à la suite de la démission du conseil municipal |
| 4 mars 1957        | 1965                       | Étienne Gueirard (1894-1990)                    | Indépendant Radical                      | Conseiller municipal (1925 → 1957) Conseiller général de Dieppe (1958 → 1964) |
| 29 mars 1965       | 30 mars 1971               | Jean Tournier (1922-2014),                      | DVD                                      | Médecin pneumologue |
| 30 mars 1971       | 11 juillet 1989            | Irénée Bourgois                                 | PCF                                      | Enseignant, syndicaliste Conseiller général de Dieppe (1969 → 1989) Député (1978 → 1981) |
| 27 juillet 1989    | 2 janvier 1996,            | Christian Cuvilliez                             | PCF                                      | Enseignant, syndicaliste Maire de Neuville-lès-Dieppe (1977 → 1979) Député (1997 → 2002) Conseiller régional de Haute-Normandie (1981 → 1997 et 2008 → 2009) Conseiller général de Dieppe-Est (1982 → 1985) |
| mars 1996,         | 25 mars 2001               | Christian Cuvilliez                             | PCF                                      | Enseignant, syndicaliste Maire de Neuville-lès-Dieppe (1977 → 1979) Député (1997 → 2002) Conseiller régional de Haute-Normandie (1981 → 1997 et 2008 → 2009) Conseiller général de Dieppe-Est (1982 → 1985) |
| 25 mars 2001       | 14 mars 2008               | Édouard Leveau                                  | RPR puis UMP puis CNI                    | Armateur Conseiller général de Dieppe-Ouest (1989 → 2002) Conseiller régional de Haute-Normandie, Député (1993 → 1997 et 2002 → 2007) Chevalier de la Légion d'honneur |
| 14 mars 2008       | 9 juillet 2017             | Sébastien Jumel                                 | PCF                                      | Assistant parlementaire Député de la Seine-Maritime (2017 → 2024) Conseiller général de Dieppe-Ouest (2002 → 2015) Démissionnaire à la suite de son élection comme député |
| 9 juillet 2017     | En cours (au 10 août 2020) | Nicolas Langlois                                | PCF                                      | Contrôleur des douanes Réélu pour le mandat 2020-2026, |